# 볶기

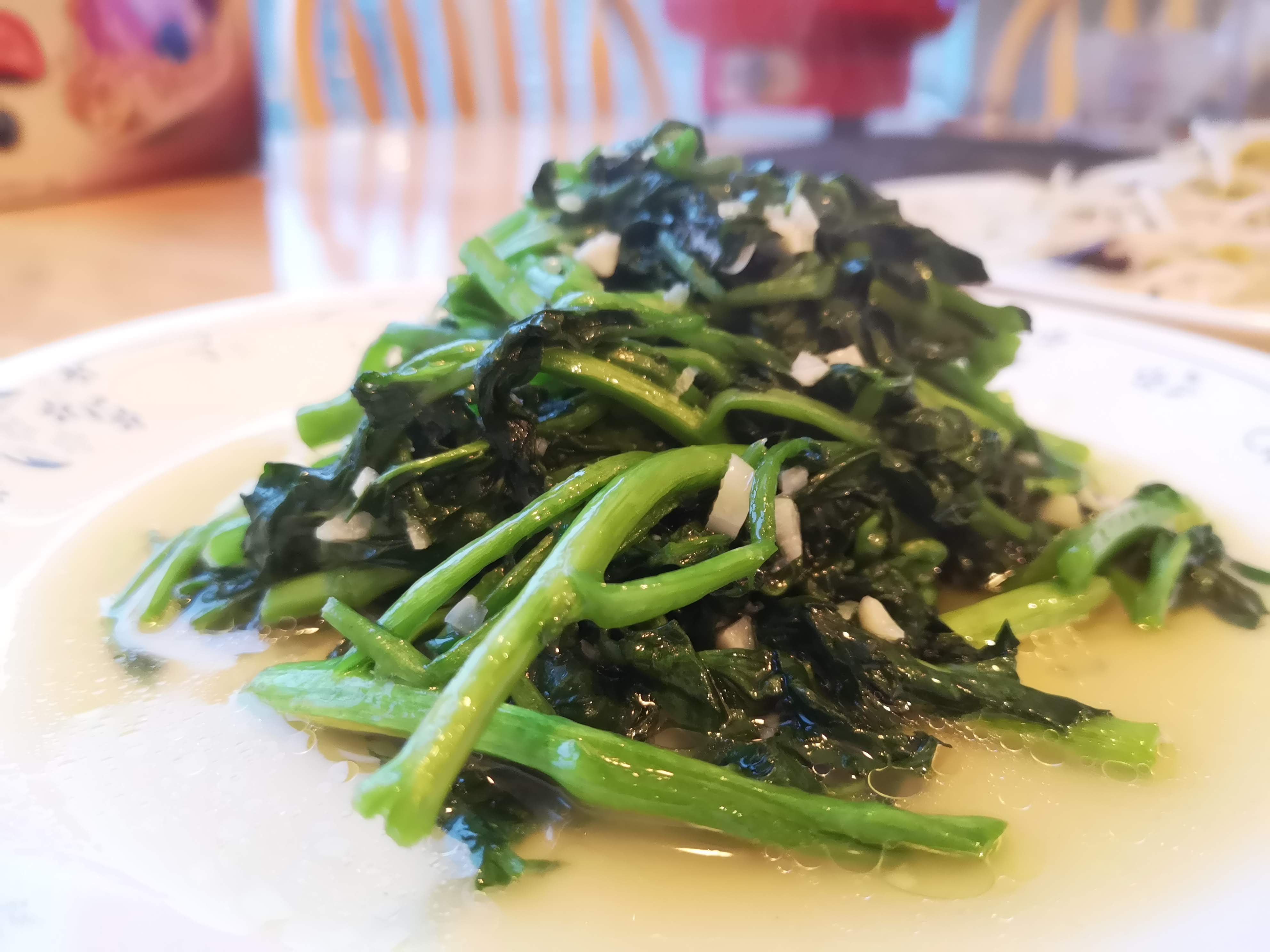
물냉이 볶음

볶기(stir frying)는 불에 달군 프라이팬이나 냄비에 기름을 두르고 식품을 넣어서 가열하면 식품이 볶아지면서 익는 조리법으로, 굽기와 튀기기의 중간 방법이다. 볶는 조리법은 독특한 향기와 고소한 맛이 생기며, 지방과 지용성 비타민의 흡수가 좋아진다. 또 200-220℃ 정도의 높은 온도에서 단시간 조리하므로 비타민의 손실이 적다. 볶을 때 사용하는 기름의 양은 보통 재료의 5-10%가 적당하다. 기름이 적으면 재료가 타기 쉽고, 너무 많으면 음식이 깔끔하지 않으므로 주의한다. 볶아 낸 식품은 시간이 지날수록 수분이 생기게 되므로 가능하면 먹기 직전에 볶는다.
일부 학자들은 웍을 이용한 볶기가 한나라(206 B.C. – 220 A.D.)부터 요리용이 아닌 곡식 건조용으로 사용되었다고 생각한다. 그러나 웍이 현대에 도달한 것은 명나라(1368-1644) 이후였다. 모양을 내고 뜨거운 기름에 빠르게 요리할 수 있다. 그러나 금속 냄비와 요리 볶음은 이미 송나라(960~1279)에 유행했다는 연구 결과가 있으며, 요리 기술로 볶기가 서기 6세기 제민요술에 언급되어 있다. 볶음 요리는 칼로리가 합리적인 수준으로 유지된다는 가정 하에 야채, 고기, 생선을 준비하는 건강하고 매력적인 방법으로 권장된다.

## 같이 보기
- 볶음
- 지지기
- 소테